# Albur (México)
En México y Centroamérica, el albur es un juego de palabras, más precisamente un calambur, donde los participantes hacen referencia a situaciones en doble sentido sexual o escatológico. En su forma típica, se considera que alguien "gana" el intercambio cuando su interlocutor queda callado o su respuesta no es tan ingeniosa y así terminar "demostrando" que el perdedor es hipotéticamente sometido por la persona usando expresiones que en su polisemia remiten al sexo anal, a la felación o alusiones a los genitales femeninos y masculinos. Se diferencia de los juegos de palabras o al doble sentido presente en otros países de habla hispana, dado que, en su forma social, el albur implica no sólo insultar, sino que constituye una suerte de duelo verbal entre dos personas. Esta forma lingüística, que tiene antecedentes en la época mesoamericana, ha sido señalada como una forma de ingenio, de creatividad y como un código secreto entre las personas que lo usan, pero también criticado como una forma de lenguaje sexista, homofóbica, machista o humillante.
Dada su estructura y el machismo imperante en la sociedad mexicana, este juego de palabras es común entre hombres heterosexuales que consideran gracioso o denigrante ser vencidos al ser asimilados como homosexuales. Tal contradicción mereció el análisis de pensadores del país como Samuel Ramos, Octavio Paz —quien lo criticó en su Laberinto de la soledad— o Carlos Monsiváis, quien lo reconoció como parte de la cultura mexicana, pero también como "un respiradero verbal de los reprimidos sexuales".
El albur como fenómeno ha sido estudiado desde la lingüística, la antropología, la filosofía, la sociología, los estudios culturales y la historia, entre otros campos.

## Historia
Los albures son un juego de palabras muy generalizado entre los hispanohablantes, aunque es muy característico de México. No se conoce una fecha exacta para su nacimiento, pero se cree que desde la época colonial era usado por los mineros del área de Pachuca en el hoy estado de Hidalgo, pero a finales del siglo XIX se empezó a oír en forma generalizada en la región central de México, sobre todo entre la población de escasos recursos, quienes desarrollaron ciertas reglas informales, de las cuales la más básica es evitar que el contrario pueda contestar lo que se le dijo. 
El libro Picardía mexicana, del mexicano Armando Jiménez, hizo desde su primera edición (1958) una de las mejores recopilaciones del albur, en particular, y del habla popular, en general, en las calles del Centro Histórico de la Ciudad de México. El albur es un fenómeno característico de los habitantes de esa ciudad, pero también se practica en muchas regiones hispanohablantes, donde tiene otras características peculiares. 
Durante años su uso se atribuyó sobre todo a personas de escasa educación, por lo que se le relacionaba con groserías y majaderías, con el uso siempre frecuente del lenguaje propio del caliche o caló y solo para hombres, pero por su complejidad ha atraído a no pocas personas de gran nivel cultural, las cuales buscan e incluso elaboran un albur más sutil y difícil, ya que las expresiones deben evitar toda connotación grosera o peyorativa.
Chaf y Queli (Par de Comediantes) grabaron varios discos y cintas a finales de la década de los 60's y en los 70`s y 80's para una modesta compañía discográfica llamada "Discos Diablo", sus producciones también fueron editadas por Discos Raff, Multimusic, Discos DLB y Fonovisa. Durante años fueron referentes y autoridad del Albur
Un dato curioso es que en el año 1997 en el concurso Trompo contra perinolas, Lourdes Ruiz Baltazar obtuvo el primer lugar en el torneo de albures, demostrando que las mujeres también pueden alburear
Así es como en el año 1998, en la ciudad de Pachuca, se abrió el Concurso Nacional del Albur por parte de la Fundación Arturo Herrera Cabañas, A. C. y el gobierno del estado con apoyo del Fondo Nacional para la Cultura y las Artes.

## Críticas
El escritor Carlos Monsiváis en sus Escenas de pudor y liviandad, indicó la contrariedad que resulta de que el albur es un juego hecho por hombres aludiendo a la masculinidad o a la virilidad, pero que la aceptación de la victoria en su práctica tiene un fuerte significado homosexualizado.

La freudinización de la vida cotidiana y las costumbres liberalizadas contribuyen al nuevo prestigio (y distinto desprestigio) del albur. Se ratifica que nada en el lenguaje es temible pero ¡cuidado! es un juego inconsciente de la homosexualidad; es la delación inacabable: del humor ambiguo de tus padres y abuelos, de tu sadismo, de tu masoquismo, tus traumas, tus pulsiones infantiles, tu psicodinámica retroactiva.
Carlos Monsiváis. Escenas de pudor y liviandad.

## Reglas de uso
Como juego, el albur tiene varias reglas:
- Evitar que el contrario pueda contestar lo que se le dijo.
- Utilizar el verso rimado en vez de la prosa.
- Usar la acentuación para formar, con dos o más palabras, otra que sea el verdadero sentido (calambur). Por  ejemplo, si se dice: "Johnny Lotengo", se acentúa y se espacia, para decir: "Yo ni lo tengo."
- Los versos deben ser nuevos y relacionados con una situación diferente a la que se trata en la realidad, ésta siempre o casi siempre de índole sexual. Por ejemplo, la frase: "Techo blanco."
- Se pueden incluir ademanes, gestos, expresiones gráficas, escritas e incluso sonoras no lingüísticas como el silbido. Aunque como lenguaje de palabras es poco factible, ya que el duelo se hace con mucha frecuencia sin mirarse mutuamente los contrarios.

Las reglas oficiales del Concurso Nacional del Albur son:
- No se puede insultar directamente al contrincante.
- No se pueden utilizar palabras soeces, lo que es causa de descalificación inmediata.
- Se debe contestar el albur en menos de cinco segundos o se pierde.
- No se puede repetir un verso.

### Participantes
Se conoce como alburero a la persona que frecuenta este tipo de comunicación y como albureado a la que es víctima de la misma. Ambos términos se utilizan tanto en el concurso como en la vida diaria, prácticamente con cualquier otro tipo de broma.

## Ejemplos de albures
- “Saco, revoloteo y ataco. Si saltas, te matas; si brincas, te desbaratas y me caes a gatas; agatas agüitas y cacalotas.”
- “Embodego y empetaco… a ti y a tu hermanaco.”
- “Acayucan, San Andrés y Coatzacoalcos.”
- “En la punta de aquel cerro hay un elefante enano; tú, que sabes hacer señas, hazme una con la mano.”
- “¡Vámonos queriendo a huevo!”
- "¿Vas a Querétaro? Porque se va a caballo. Te lo tumbo, si te lo hallo."
- “Véngase a recorrer el camino venidero por otros pies cansados del andar. Te la meto a todo dar.”
- “Sacudo para no barrer los pedos de tu mujer.”
- “¡Entre más! Que afuera le da frío al chico, me lo prestas y sientes rico.”
- "¿Cuánto a Zinacantepec?"
- "¿Quieres frijol en saco. Blanca Nieves se interesa?"
- "Hay plátano y chile en bolsas. Me ve san Juan y me agarras nervioso."
- "¿Vas a Querétaro o a Los Mochis?"
- "Zacarías Blanco de la Barra"
- "Cruzando por el puente de Oslo a Taxco. La ley me ampara."
- "Siéntate en la hamaca, Anita. Así, te agarro de más cerquita."
- "Paloma, me vas pasando en la loma."
- "Préstame a la hermana."
- "Tengo tres hermanas: la que se para temprano, la cabezona y la huevona."
- "Paty, la cabezona."